# Gewone langsprietwapenvlieg
De gewone langsprietwapenvlieg (Stratiomys singularior) is een vliegensoort uit de familie van de wapenvliegen (Stratiomyidae). De wetenschappelijke naam van de soort is voor het eerst geldig gepubliceerd in 1776 door Harris.

## Kenmerken
e vliegen bereiken een lichaamslengte van 11 tot 13 millimeter, waarbij de mannetjes aanzienlijk kleiner zijn dan de vrouwtjes. Hun lichaam is gedrongen, de buik van het vrouwtje is relatief breed. Het hoofd heeft een zwarte basiskleur, is bedekt met witachtig haar en heeft twee gele vlekken op het voorhoofd en op de kruin. Het schild (scutellum) is zwart, de achterrand is geel. De buik is zwart op de rug en draagt markeringen met gele vlekken, de buikzijde is zwart, alleen de achterste randen van de sternieten zijn geel. De mannetjes hebben lange harige samengestelde ogen waarin de bovenste ommatidia aanzienlijk groter zijn dan de onderste. Het achterlijf is vaag geel gemarkeerd en heeft lange gele haren.

## Voorkomen
De soort komt voor in West- en Zuid-Europa. Men vindt de imagines in de zomer bij schermbloemigen.